# Добрыня (улица)
Добры́ня — улица в Великом Новгороде. Расположена на Софийской стороне, в северо-западной части исторического Людина конца. Берёт начало от дома № 9 по улице Мерецкова-Волосова и проходит до Десятинной улицы. Протяжённость — 180 м.

## История
Упоминается в исторических источниках с 1130-х годов. В Новгородской первой летописи под 6689 (1181) годом об улице сообщается:
В то же лѣто срубиша церковь святого Якова на Добрынѣ улици.
Как показали исследования, в конце XI века место к востоку от Десятинного монастыря по улицам Добрыня и Волосова было поделено на участки под усадьбы. При раскопках было обнаружено 20 наделов и 5 ярусов сооружений и мостовых. Их верхние ярусы были повреждены огородом XIII века. Тогда же эта территория пришла в запустение — усадебная застройка исчезла. Предполагается, что это связано с большим пожаром 1175 года, мором 1187 или 1216 годов. Опустевшая территория была занята под огороды. К концу XIII века по прежним улицам были проложены новые деревянные мостовые. В XIV веке на Добрыне вновь возникли богатые усадьбы.
В XIX веке улица именовалась Александровской в честь императора Александра I. В то время была застроена деревянными домами с приусадебными огородными и садовыми участками. На улице находились владения Десятинного монастыря и Власиевской церкви.
В 1919 году была названа в честь Я. М. Свердлова. Решением Новгорсовета народных депутатов от 12 сентября 1991 года улице было возвращено историческое название.

## Добрынин раскоп
В 2006 году с августа по сентябрь на одном из участков Добрыни были проведены археологические исследования. Площадь раскопа составила 648 м² при размерах площадки 36×18 м.

## Десятинный раскоп

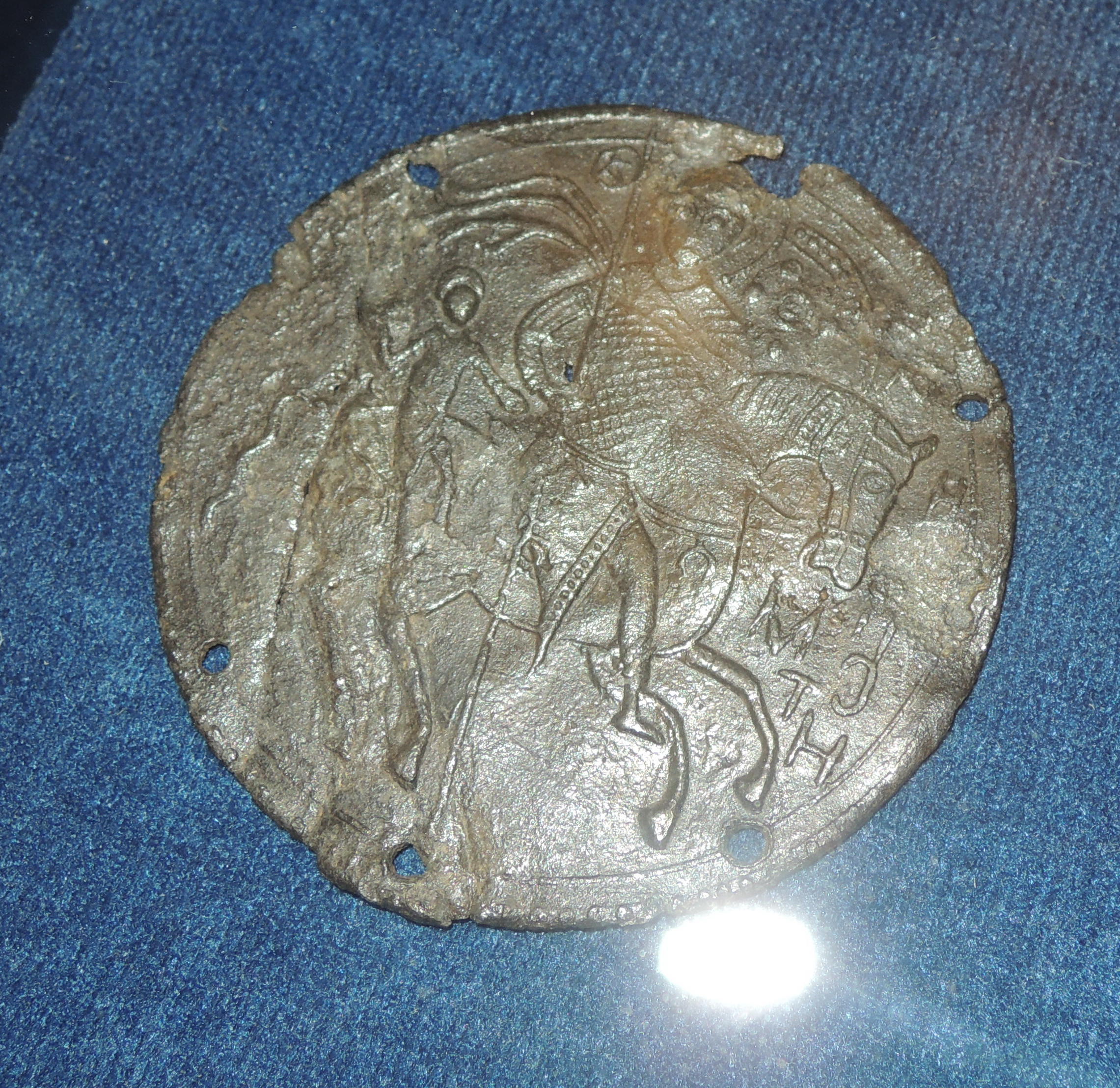
Медальон, найденный в Десятинном раскопе в 1999 году

В 2008 и 2010 годы Новгородская археологическая экспедиция провела масштабные изыскания в северо-западной части Людина конца в районе перекрёстка улиц Добрыни и Десятинной. Общая площадь раскопа составила 4000 м².
Десятиный раскоп стал третьим по величине новгородским раскопом после Неревского и Троицкого. Археологами были изучены слои X—XVIII веков.